# Chris Owen
Christopher "Chris" Owen, född 25 september 1980 i Royal Oak i Michigan, är en amerikansk skådespelare. Han är mest känd för sin roll som Chuck (The Sherminator) Sherman i American Pie-filmerna.

## Filmografi
- 2012 – American Reunion
- 2008 – Just Add Water
- 2007 – The Mist
- 2006 – Dorm Daze 2
- 2005 – American Pie – Band Camp
- 2005 – Old Man Music
- 2005 – Dear Wendy
- 2004 – Gold Diggers
- 2003 – National Lampoon Presents Dorm Daze
- 2002 – A Midsummer Night's Rave
- 2002 – Van Wilder
- 2001 – American Pie 2
- 2001 – Going Greek
- 2000 – Ready to Rumble
- 1999 – American Pie
- 1999 – She's All That
- 1999 – October Sky
- 1998 – Can't Hardly Wait
- 1996 – Black Sheep
- 1995 – Angus
- 1995 – Major Payne